# Pega-preta da Malásia
A pega-preta-da-Malásia (Platysmurus leucopterus) é uma espécie de ave da família Corvidae. Apesar do seu nome, não é uma pega nem, como se acreditou durante muito tempo, um gaio, mas sim um arborícola. Os arborícolas são um grupo distinto de corvídeos, externamente semelhantes às pegas.

## Distribuição e habitat
Pode ser encontrada no Brunei, Indonésia, Malásia, Myanmar, Singapura e Tailândia. A pega-preta de Bornéu (Platysmurus aterrimus) era anteriormente considerada uma subespécie.
Os habitats naturais da pega-preta da Malásia são as florestas subtropicais ou tropicais húmidas de planície e os mangais subtropicais ou tropicais. Está ameaçada pela perda de habitat.